# Пануччи, Кристиан
Кристиа́н Пану́ччи (итал. Christian Panucci; 12 апреля 1973, Савона, Лигурия, Италия) — итальянский футболист и футбольный тренер. Выступал на позиции защитника. Двукратный победитель Лиги чемпионов УЕФА.

## Карьера

### Клубная
Первым профессиональным клубом Пануччи стала «Дженоа», где он дебютировал в 1992 году. После двух проведённых сезонов в этом итальянском клубе Пануччи перебрался в «Милан», где в своём первом сезоне успел выиграть чемпионат Италии и Лигу чемпионов. В следующем сезоне он уже был основным защитником клуба.
В 1997 году Пануччи стал первым итальянским игроком в чемпионате Испании — он уехал играть за «Реал Мадрид». В его составе защитник выиграл вторую для себя Лигу чемпионов, а также Межконтинентальный Кубок. Полгода он провёл на правах аренды в «Милане».
В 1999 году перешёл в «Интернационале», где провёл лишь один сезон. Следующие два года Пануччи играл в «Монако» и «Челси», нигде не являясь основным защитником.
В 2001 году перешёл в «Рому». Здесь Кристиан наконец обрёл стабильность. В дебютном сезоне он отыграл за римлян 31 матч. Всего же за «Рому» в Серии А он провёл 229 матчей и забил 19 голов. В 2007 году в составе римлян Пануччи выиграл Кубок Италии. В 2008 году, будучи вице-капитаном римского клуба, он помог ему выиграть кубок и занять второе место в чемпионате.
Летом 2009 года контракт Пануччи с «Ромой» закончился, и столичный клуб решил не продлевать его. На правах свободного агента перешёл в «Парму», с которой заключил годичный контракт. Однако 23 февраля 2010 года по семейным причинам контракт был расторгнут по обоюдному согласию. В июле 2010 года появилась информация о возможном переходе Пануччи в «Фиорентину», но 22 августа в эфире Sky Sport 24 Пануччи объявил окончательное решение о завершении карьеры игрока.

### В сборной
Проведя несколько игр за молодёжную сборную Италии, Пануччи дебютировал в 1994 году в составе главной команды. Однако впервые в крупном международном турнире он принял участие лишь в 1996 году, приняв участие в Чемпионате Европы,  в 2002 году, когда поехал на Мундиаль в Японии/Корее и сыграл несколько матчей.
Позднее он участвовал в Евро-2004,
а затем не вызывался в сборную при Марчелло Липпи, упустив шанс стать чемпионом мира в 2006 году.
На отборочные игры к Евро-2008 Пануччи несколько раз вызывался новым тренером сборной Роберто Донадони и принял участие в финальном турнире.

### Тренерская
19 марта 2012 года назначен временно исполняющим обязанности спортивного директора клуба «Палермо». 24 апреля 2012 года из-за разногласий с президентом сицилийского клуба Маурицио Дзампарини Пануччи принял решение покинуть свой пост. 23 июля 2012 года был включен Фабио Капелло в тренерский штаб сборной России. В ноябре 2014 года Пануччи покинул штаб сборной — контракт с ним не был продлен, а также образовалась солидная многомесячная задолженность по заработанной плате со стороны РФС.
17 марта 2015 года Пануччи стал главным тренером клуба «Ливорно», но уже 25 ноября 2015 года был уволен. Однако под руководством нового тренера — Бортоло Мутти — «тёмно-красные» не смогли одержать ни одной победы в девяти играх, и в итоге 27 января 2016 года руководство «Ливорно» приняло решение вернуть Пануччи. Пануччи снова был уволен из «Ливорно» в марте 2016 года.
1 июля 2016 года стал главным тренером «Тернаны». Но уже 11 августа он был уволен.
19 июля 2017 года назначен главным тренером сборной Албании. 23 марта 2019 года уволен с поста главного тренера сборной Албании на следующий день после поражения албанской команды в домашнем матче 1-го тура отборочного турнира чемпионата Европы по футболу 2020 в группе H от сборной Турции (0:2).

## Статистика
| Выступление      | Выступление      | Выступление      | Лига | Лига | Кубок страны | Кубок страны | Еврокубки | Еврокубки | Другие | Другие | Итого | Итого |
| Клуб             | Лига             | Сезон            | Игры | Голы | Игры         | Голы         | Игры      | Голы      | Игры   | Голы   | Игры  | Голы  |
| ---------------- | ---------------- | ---------------- | ---- | ---- | ------------ | ------------ | --------- | --------- | ------ | ------ | ----- | ----- |
| Дженоа           | Серия А          | 1991/92          | 1    | 0    | 0            | 0            | 0         | 0         | 0      | 0      | 1     | 0     |
| Дженоа           | Серия А          | 1992/93          | 30   | 3    | 3            | 1            | 0         | 0         | 0      | 0      | 33    | 4     |
| Дженоа           | Итого            | Итого            | 31   | 3    | 3            | 1            | 0         | 0         | 0      | 0      | 34    | 4     |
| Милан            | Серия А          | 1993/94          | 19   | 2    | 3            | 0            | 7         | 1         | 3      | 0      | 32    | 3     |
| Милан            | Серия А          | 1994/95          | 28   | 2    | 4            | 0            | 10        | 2         | 2      | 0      | 44    | 4     |
| Милан            | Серия А          | 1995/96          | 29   | 5    | 2            | 0            | 7         | 0         | 0      | 0      | 38    | 5     |
| Милан            | Серия А          | 1996/97          | 13   | 0    | 1            | 0            | 6         | 0         | 0      | 0      | 20    | 0     |
| Милан            | Итого            | Итого            | 89   | 9    | 10           | 0            | 30        | 3         | 5      | 0      | 134   | 12    |
| Реал Мадрид      | Примера          | 1996/97          | 19   | 2    | 2            | 0            | 0         | 0         | 0      | 0      | 21    | 2     |
| Реал Мадрид      | Примера          | 1997/98          | 23   | 1    | 1            | 0            | 8         | 1         | 1      | 0      | 33    | 2     |
| Реал Мадрид      | Примера          | 1998/99          | 31   | 0    | 2            | 0            | 7         | 2         | 2      | 0      | 42    | 2     |
| Реал Мадрид      | Итого            | Итого            | 73   | 3    | 5            | 0            | 15        | 3         | 3      | 0      | 96    | 6     |
| Интернационале   | Серия А          | 1999/00          | 26   | 1    | 5            | 0            | 0         | 0         | 0      | 0      | 31    | 1     |
| Интернационале   | Итого            | Итого            | 26   | 1    | 5            | 0            | 0         | 0         | 0      | 0      | 31    | 1     |
| Челси            | Премьер-лига     | 2000/01          | 8    | 0    | 0            | 0            | 2         | 1         | 0      | 0      | 10    | 1     |
| Челси            | Итого            | Итого            | 8    | 0    | 0            | 0            | 2         | 1         | 0      | 0      | 10    | 1     |
| Монако           | Лига 1           | 2000/01          | 9    | 3    | 5            | 0            | 0         | 0         | 0      | 0      | 14    | 3     |
| Монако           | Лига 1           | 2001/02          | 5    | 0    | 0            | 0            | 0         | 0         | 0      | 0      | 5     | 0     |
| Монако           | Итого            | Итого            | 14   | 3    | 5            | 0            | 0         | 0         | 0      | 0      | 19    | 3     |
| Рома             | Серия А          | 2001/02          | 31   | 1    | 4            | 2            | 4         | 1         | 0      | 0      | 39    | 4     |
| Рома             | Серия А          | 2002/03          | 29   | 1    | 6            | 0            | 11        | 0         | 0      | 0      | 46    | 1     |
| Рома             | Серия А          | 2003/04          | 24   | 2    | 2            | 0            | 3         | 0         | 0      | 0      | 29    | 2     |
| Рома             | Серия А          | 2004/05          | 26   | 0    | 4            | 0            | 3         | 0         | 0      | 0      | 33    | 0     |
| Рома             | Серия А          | 2005/06          | 36   | 3    | 6            | 0            | 9         | 2         | 0      | 0      | 51    | 5     |
| Рома             | Серия А          | 2006/07          | 34   | 5    | 6            | 2            | 9         | 1         | 1      | 0      | 50    | 8     |
| Рома             | Серия А          | 2007/08          | 27   | 5    | 5            | 0            | 6         | 1         | 1      | 0      | 39    | 6     |
| Рома             | Серия А          | 2008/09          | 22   | 3    | 1            | 0            | 5         | 2         | 0      | 0      | 28    | 5     |
| Рома             | Итого            | Итого            | 229  | 20   | 34           | 4            | 50        | 7         | 2      | 0      | 315   | 31    |
| Рома             | Серия А          | 2009/10          | 19   | 1    | 1            | 0            | 0         | 0         | 0      | 0      | 20    | 1     |
| Рома             | Итого            | Итого            | 19   | 1    | 1            | 0            | 0         | 0         | 0      | 0      | 20    | 1     |
| Всего за карьеру | Всего за карьеру | Всего за карьеру | 489  | 40   | 63           | 5            | 97        | 14        | 10     | 0      | 659   | 59    |

## Достижения

### Командные
«Милан»
- Чемпион Италии (2): 1993/94, 1995/96
- Обладатель Суперкубка Италии (2): 1993, 1994
- Победитель Лиги чемпионов УЕФА: 1993/94
- Обладатель Суперкубка УЕФА: 1994

 «Реал Мадрид»
- Чемпион Испании: 1996/97
- Обладатель Суперкубка Испании: 1997
- Победитель Лиги чемпионов УЕФА: 1997/98
- Обладатель Межконтинентального кубка: 1998

 «Рома»
- Обладатель Кубка Италии (2): 2006/07, 2007/08
- Обладатель Суперкубка Италии: 2007

 Сборная Италии
- Чемпион Европы среди молодёжных команд (2): 1994, 1996

### Личные
- Трофей Браво: 1994
- Входит в символическую сборную года по версии European Sports Media: 2007/08

## Интересные факты
На Олимпийских играх в Атланте Кристиан Пануччи был избран капитаном сборной Италии по футболу, но, получив травму, досрочно отбыл из расположения команды. 17 июля 1996 года Пануччи планировал вернуться в Италию через Нью-Йорк и Париж рейсом TWA 800, но его багаж из Атланты был утерян. В этот момент сотрудники авиакомпании Alitalia информируют его о прямом рейсе в Милан, отбывающем из соседнего аэропорта в Ньюарке, которым он в результате решает воспользоваться. Рейс TWA 800, на который не попал Пануччи, в этот день потерпел катастрофу, в результате которой все 230 пассажиров и членов экипажа погибли.